# ني بدر (زلاغي الغربي)
ني بدر (بالفارسية: نی بدر) هي قرية تقع في إيران في قسم زلاغي الغربي الریفي. يقدر عدد سكانها بـ 20 نسمة بحسب إحصاء 2016.